# ناو کلاس ام
کروزر کلاس ام (به انگلیسی: M-class cruiser) یک کلاس از کشتی است که طول آن ۱۸۳ متر (۶۰۰ فوت) می‌باشد.